# Хили, Феликс
Патрик Джозеф Хили (англ. Patrick Joseph Healy; род. 27 сентября 1955, Дерри) — североирландский футболист и футбольный тренер, выступавший на позициях полузащитника и нападающего.

## Карьера

### Клубная карьера
Во взрослом футболе дебютировал в 1974 году в ирландском клубе «Слайго Роверс», в составе которого провёл первые два сезона своей игровой карьеры.
В 1976 году на один сезон присоединился к команде «Лисберн Дистиллери», а затем ненадолго перешёл в «Финн Харпс». В 1978 году перешёл в английский «Порт Вейл», отыграв в его составе два сезона. В 1980 году вернулся в Северную Ирландию, где стал выступать за клуб «Колрейн», в составе которого отыграл семь сезонов.
В 1987 году на четыре сезона присоединился к клубу «Дерри Сити». Вместе с командой в сезоне 1988/89 стал чемпионом Ирландии, а также завоевал национальный кубок. Кроме того, в сезонах 1988/89 и 1990/91 стал обладателем Кубка североирландской лиги. В 1991 году вернулся в «Колрейн», после чего завершил карьеру футболиста в 1992 году.

### Карьера в сборной
28 апреля 1982 года дебютировал в официальных матчах в составе сборной Северной Ирландии по футболу в товарищеском матче против команды Шотландии (1:1). В том же году вместе с командой выступал на чемпионате мира в Испании, где сыграл в матче против сборной Гондураса (1:1).
Всего в составе сборной принял участие в четырёх матчах, не отметившись забитыми мячами.

### Тренерская карьера
В 1993 году возглавил тренерский штаб своего бывшего клуба «Колрейн», а спустя один сезон был приглашён в «Дерри Сити».
В качестве главного тренера привёл команду к победе в финале Кубка Ирландии 1994/95, а также помог ей завоевать титул чемпиона страны в сезоне 1996/97, после чего покинул клуб в 1998 году.
В 2004 году Хили стал тренировать ирландский клуб «Финн Харпс», однако, покинул команду уже спустя один сезон.

## Достижения

### Как игрок
«Дерри Сити»
- Чемпион Ирландии: 1988/89
- Обладатель Кубка Ирландии: 1988/89
- Обладатель Кубка североирландской лиги: 1988/89, 1990/91

### Как тренер
«Дерри Сити»
- Чемпион Ирландии: 1996/97
- Обладатель Кубка Ирландии: 1994/95